# Сирёй
Сирёй (фр. Sireuil) — коммуна во Франции, находится в регионе Пуату — Шаранта. Департамент — Шаранта. Входит в состав кантона Йерсак. Округ коммуны — Ангулем.
Код INSEE коммуны — 16370.
Коммуна расположена приблизительно в 410 км к юго-западу от Парижа, в 115 км южнее Пуатье, в 13 км к западу от Ангулема.

## Население
Население коммуны на 2008 год составляло 1183 человека.
| 1962 | 1968 | 1975 | 1982 | 1990 | 1999 | 2008 |
| ---- | ---- | ---- | ---- | ---- | ---- | ---- |
| 978  | 1023 | 989  | 899  | 1121 | 1124 | 1183 |

## Экономика
В 1864 году здесь была впервые в мире выплавлена мартеновская сталь.
В 2007 году среди 825 человек в трудоспособном возрасте (15—64 лет) 649 были экономически активными, 176 — неактивными (показатель активности — 78,7 %, в 1999 году было 71,3 %). Из 649 активных работали 599 человек (336 мужчин и 263 женщины), безработных было 50 (29 мужчин и 21 женщина). Среди 176 неактивных 54 человека были учениками или студентами, 65 — пенсионерами, 57 были неактивными по другим причинам.

## Достопримечательности
- Монастырь Сент-Орьен (XII век)
- Церковь Сент-Орьен (XII век). Исторический памятник с 1925 года[3]
  - Статуя «Мадонна с младенцем» (XVI век). Высота скульптуры — 62 см. Исторический памятник с 1994 года[4]
- Дом XVIII века, расположенный рядом с церковью. Исторический памятник с 1964 года[5]

## Фотогалерея

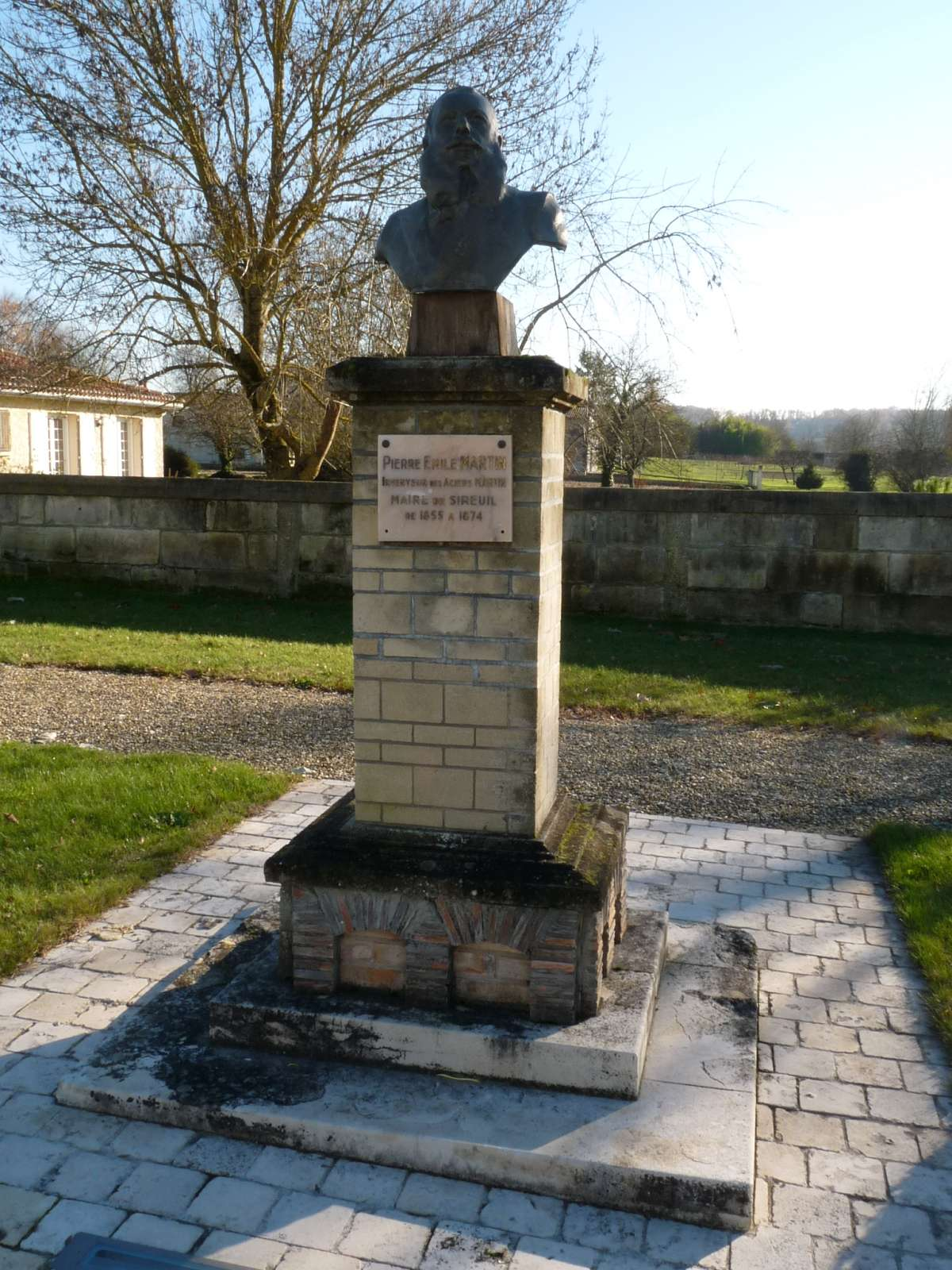
Бюст Пьер Мартен
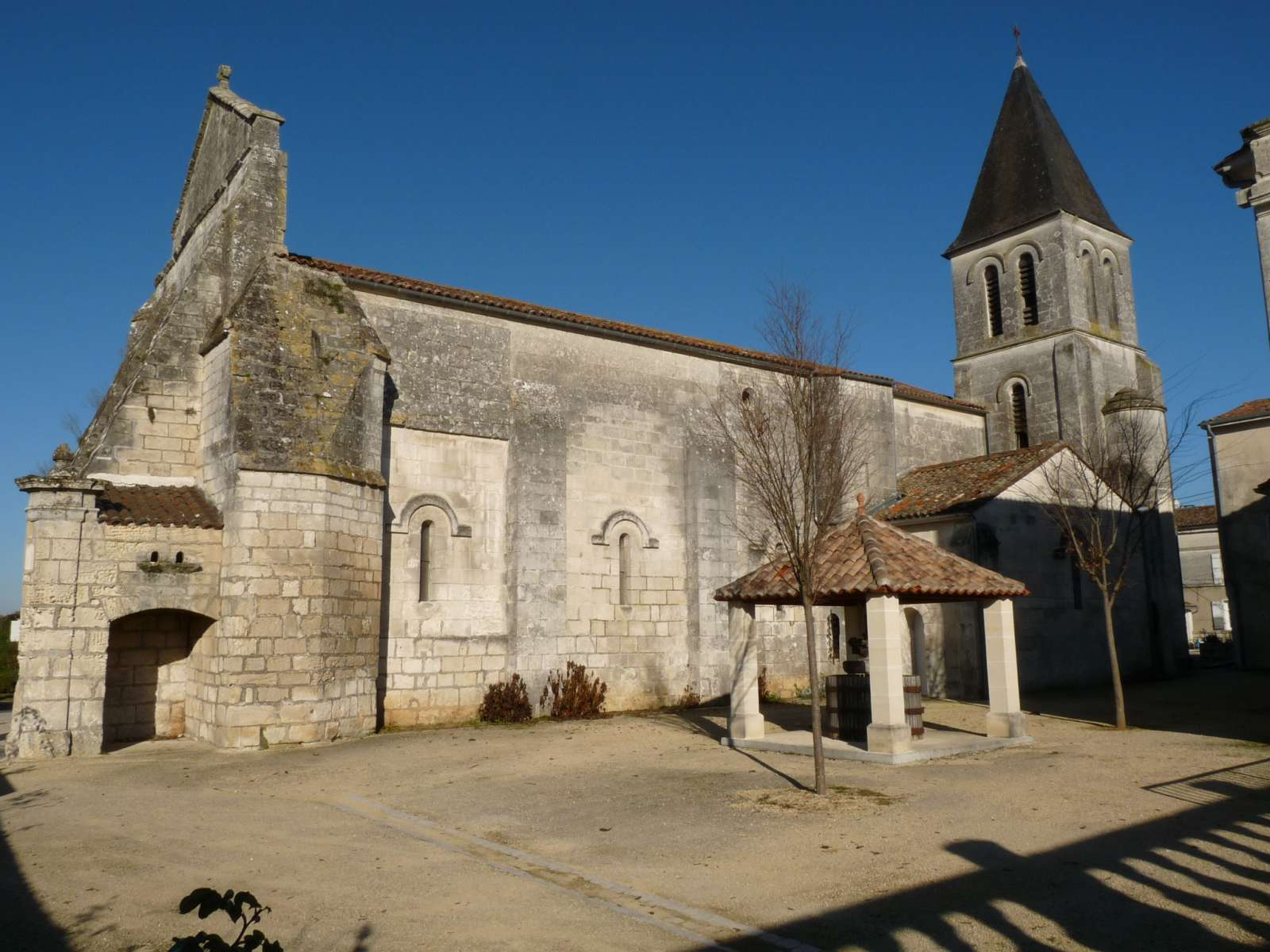
Церковь Сент-Орьен
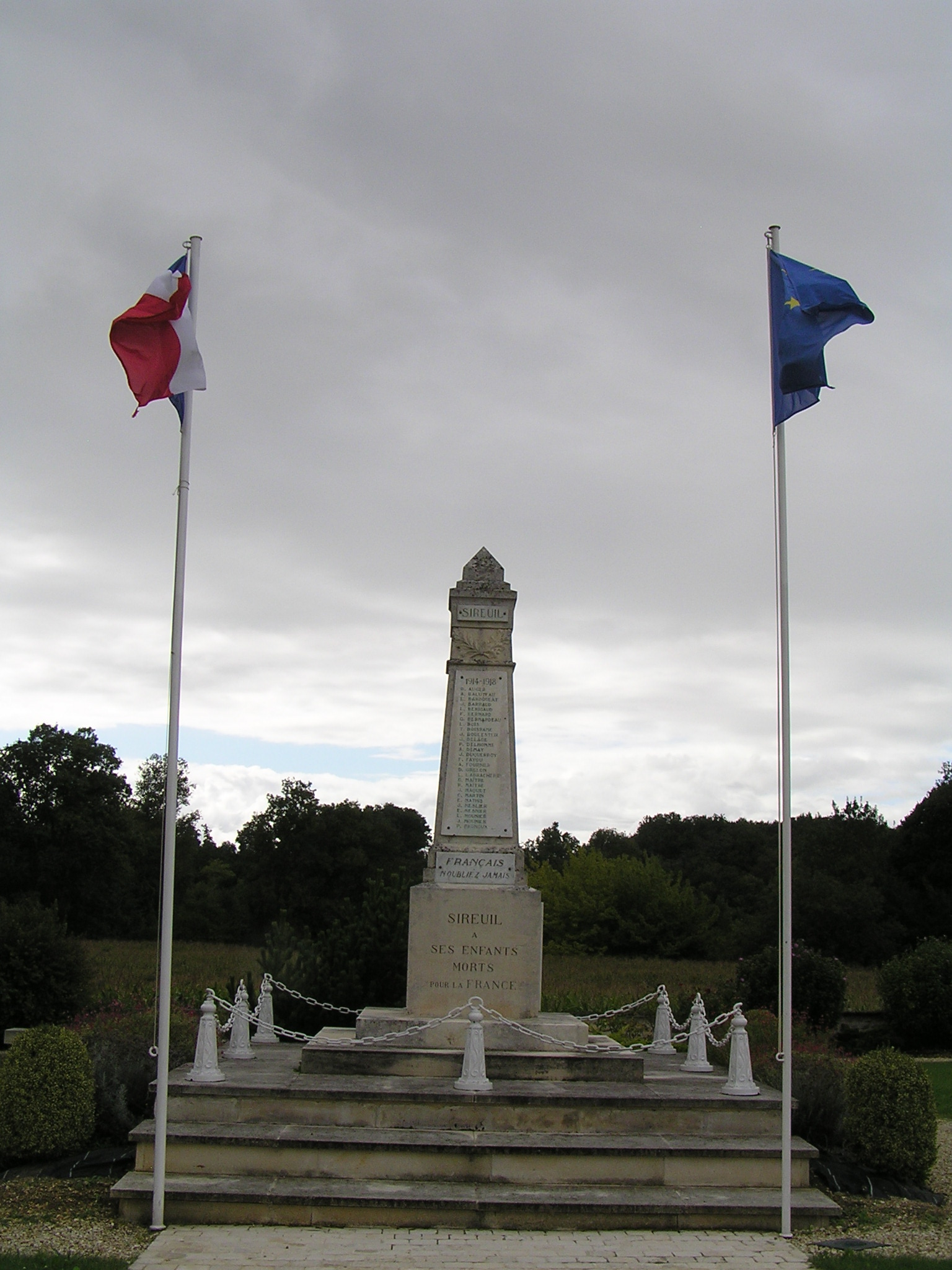
Военный мемориал